# Leandro Aguilera
Leandro Aguilera Davyt (Ombúes de Lavalle, 21 luglio 2001) è un calciatore uruguaiano, attaccante del Bella Vista.

## Carriera
Cresciuto nel settore giovanile del Progreso, debutta in prima squadra il 18 ottobre 2020 rimpiazzando Facundo Peraza nei minuti finali dell'incontro di Primera División Profesional vinto 2-1 contro il Montevideo City Torque.

## Statistiche
Statistiche aggiornate al 22 gennaio 2021.

### Presenze e reti nei club
| Stagione        | Squadra         | Campionato      | Campionato | Campionato | Coppe nazionali | Coppe nazionali | Coppe nazionali | Coppe continentali | Coppe continentali | Coppe continentali | Altre coppe | Altre coppe | Altre coppe | Totale | Totale | Totale |
| Stagione        | Squadra         | Comp            | Pres       | Reti       | Comp            | Pres            | Reti            | Comp               | Pres               | Reti               | Comp        | Pres        | Reti        | Pres   | Reti   |        |
| --------------- | --------------- | --------------- | ---------- | ---------- | --------------- | --------------- | --------------- | ------------------ | ------------------ | ------------------ | ----------- | ----------- | ----------- | ------ | ------ | ------ |
| 2020            | Progreso        | PD              | 4          | 0          |                 | -               | -               |                    | -                  | -                  |             | -           | -           | 4      | 0      |        |
| Totale carriera | Totale carriera | Totale carriera | 4          | 0          |                 | -               | -               |                    | -                  | -                  |             | -           | -           | 4      | 0      |        |